# Konk
Konk jest drugim albumem angielskiego zespołu The Kooks wydanym w 2008 roku. Nazwa albumu pochodzi od nazwy londyńskiego studia muzycznego, w którym został nagrany materiał na tę płytę.

## Lista utworów
| Nazwa utworu                 | Długość utworu |
| ---------------------------- | -------------- |
| See the Sun                  | 3:36           |
| Always Where I Need To Be    | 2:41           |
| Mr. Maker                    | 3:00           |
| Do You Wanna                 | 4:06           |
| Gap                          | 4:00           |
| Love It All                  | 2:50           |
| Stormy Weather               | 4:01           |
| Sway                         | 3:36           |
| Shine On                     | 3:14           |
| Down to the Market           | 2:27           |
| One Last Time                | 2:38           |
| Tick of Time                 | 4:25           |
| All Over Town (ukryty utwór) | 3:14           |

## Notowania
| Notowania (2008)                        | Pozycja |
| --------------------------------------- | ------- |
| Australian Albums Chart                 | 8       |
| Austrian Albums Chart                   | 6       |
| Belgian Albums Chart                    | 4       |
| Canadian Albums Chart                   | 15      |
| Dutch Albums Chart                      | 7       |
| European Albums Chart                   | 4       |
| French Albums Chart                     | 20      |
| German Albums Chart                     | 6       |
| Italian Albums Chart                    | 24      |
| Irish Albums Chart                      | 2       |
| New Zealand Albums Chart                | 12      |
| Norwegian Albums Chart                  | 27      |
| Swedish Albums Chart                    | 23      |
| Swiss Albums Chart                      | 9       |
| UK Album Chart                          | 1       |
| U.S. Billboard 200                      | 41      |
| U.S. Billboard Comprehensive Albums     | 42      |
| U.S. Top Modern Rock/Alternative Albums | 10      |
| U.S. Top Rock Albums                    | 12      |
| U.S. Top Digital Albums                 | 43      |